# Dungun (stad)
Dungun of Kuala Dungun, is een stad en gemeente (majlis perbandaran; municipal council) in de Maleisische deelstaat Terengganu.
Kuala Dungun telt 150.000 inwoners en is de hoofdstad van het district Dungun.